# Црвене ципелице (филм)
Црвене ципелице (енгл. The Red Shoes) је британски драмски филм из 1948. године, режисера, сценариста и продуцената Мајкла Пауела и Емерика Пресбургера. Филм прати Викторију Пејџ (Мојра Ширер), балерину која се придружује светски познатом Балету Љермонтов, чији је власник и којим управља Борис Љермонтов (Антон Волбрук), која тестира њену посвећеност балету тако што је тера да бира између своје каријере и романсе са композитором Џулијаном Крастером (Маријус Горинг).
Ово је био филмски деби Ширерове, афирмисане балерине, а у њему се појављују и Роберт Хелпман, Леонид Масин и Људмила Черина, други реномирани играчи из света балета. Радња је заснована на истоименој бајци Ханса Кристијана Андерсена из 1845. године, и садржи и балет под истим насловом, такође адаптиран по Андерсеновом делу. Филм су првобитно осмислили Пауел и продуцент Александар Корда 1930-их, те су откупили права 1946. године. Већина глумаца су били професионални плесачи. Филм је сниман средином 1946, првенствено у Француској и Енглеској.
По објављивању, филм је добио признање критичара, посебно у Сједињеним Државама, где је био номинован за пет Оскара, а освојио је два: за најбољу оригиналну музику и најбољу сценографију. Такође је освојио награду Златни глобус за најбољу оригиналну музику, а Национални одбор за рецензију филмова прогласио га је једним од 10 најбољих филмова године. Упркос томе, неки критичари плеса критиковали су филм јер су сматрали да фантастична, импресионистичка централна секвенца приказује балет на нереалан начин. Филм је оставио велики финансијски успех и био је први британски филм у историји који је зарадио преко 5 милиона долара од изнајмљивања биоскопа у Сједињеним Државама.
Данас, филм се сматра једним од најбољих остварења Пауеловог и Пресбургеровог партнерства и једним од најбољих филмова свих времена. Британски филмски институт га је 1999. прогласио 9. најбољим британским филмом свих времена. Филм је прошао опсежну дигиталну рестаурацију 2006. у филмској и телевизијској архиви Универзитета Калифорније како би се исправила значајна оштећења оригиналних негатива. Рестаурирана верзија филма приказана је на Филмском фестивалу у Кану 2009. године, а потом је објављена на Blu-ray форматима. Године 2017, у анкети у којој је учествовало 150 глумаца, редитеља, сценариста, продуцената и критичара за часопис Time Out, филм је рангиран као 5. најбољи британски филм свих времена.

## Радња
Студент музике Џулијан Крастер гледа Балет Љермонтов у Краљевској опери Ковент Гарден како би чуо балетску партитуру Ватрено срце, коју је компоновао његов учитељ, професор Палмер. У публици је такође и Викторија „Вики” Пејџ, млада, непозната плесачица аристократског порекла, са својом тетком, леди Нестон. Како Ватрено срце напредује, Џулијан препознаје музику као једну од својих композиција. Током извођења, професор Палмер добија позив на забаву после балета у резиденцији леди Нестон, те позива и Бориса Љермонтова, импресарија трупе. Џулијан напушта наступ разочаран због плагијата његовог професора музике. Љермонтов и Вики се састају, а он је позива на пробу трупе.
Џулијан пише Љермонтову да објасни околности иза Ватреног срца, али онда покушава да поврати писмо. Љермонтовљев помоћник Димитриј осујећује све Џулијанове покушаје да уђе у Лермонтовљев апартман, али на крају Љермонтов пушта Џулијана. Он каже да жели да преузме своје писмо пре него што га Љермонтов види, али сазнаје да га је овај већ прочитао. Љермонтов тражи од Џулијана да одсвира неко своје дело на клавиру. Након што је чуо Џулијана како свира, Љермонтов схвата да је он био прави композитор Ватреног срца. Љермонтов ангажује Џулијана као репетитора за оркестар трупе и помоћника диригента трупе, Ливингстона Монтегија „Ливија”.
Џулијан и Вики стижу у Балет Љермонтов истог дана. Касније, Вики плеше са Балетом Рамберт у матинејском извођењу Лабудовог језера у Меркјури театру, у продукцији са трупом коју предводи Мари Рамбер. Гледајући ову представу, Љермонтов схвата њен потенцијал и позива Вики да се придружи Балету Љермонтов на наступима у Паризу и Монте Карлу. Одлучује да јој да главну улогу у новом балету, Црвене ципелице, за који Џулиан треба да напише музику. За три недеље, током које заједно стварају балет, Џулијан и Вики почињу да верују и поштују једно друго као уметнике.
Црвене ципелице су велики успех и Љермонтов ревитализује репертоар трупе са Вики у главним улогама и Џулијаном задуженим да компонује нове партитуре. У међувремену, Вики и Џулијан се заљубљују, али своју везу држе у тајности од Љермонтова. Љермонтов почиње да гаји лична осећања према Вики; негодује због њене везе са Џулијаном након што сазна за њу. Он отпушта Џулијана, а Вики напушта трупу са њим. Они се венчавају и почињу да живе у Лондону, где Џулијан ради на компоновању нове опере.
Нешто касније, док путује, Вики долази у посету Љермонтову, који је убеђује да се врати у трупу како би „поново обула црвене ципелице”, како би још једном заплесала своју славну улогу. Током премијере, Џулиан се појављује у њеној гардероби; открива да је напустио премијеру своје опере у Ковент Гардену како би је пронашао и вратио назад. Љермонтов стиже; он и Џулијан се боре за Викине наклоности, обојица тврдећи да је њена права судбина само са њим. Растргана између љубави према Џулијану и потребе за плесом, на крају бира ово друго.
Џулијан, схвативши да ју је изгубио, одлази на железничку станицу; Љермонтов теши Вики и покушава да јој скрене пажњу на вечерњи наступ. Вики је у црвеним ципелицама доведена на сцену и, наизглед под њиховим утицајем, окреће се и бежи из позоришта. Џулијан, на перону железничке станице, трчи ка њој. Вики скаче са балкона и пада испред воза који се приближава и удара је. Убрзо након тога, потресени Љермонтов се појављује пред публиком и објављује да „госпођица Пејџ неће моћи да плеше вечерас — нити било које друге вечери”. У знак поштовања, трупа изводи Црвене ципелице управљањем рефлектора на празан простор где би Вики била. Док Вики крвари на носилима, она тражи од Џулијана да јој скине црвене ципелице, баш када се балет завршава.

## Улоге
| Глумац          | Улога                     |
| --------------- | ------------------------- |
| Антон Волбрук   | Борис Љермонтов           |
| Маријус Горинг  | Џулијан Крастер           |
| Мојра Ширер     | Викторија „Вики” Пејџ     |
| Роберт Хелпман  | Иван Болеславски          |
| Леонид Масин    | Гриша Љубов               |
| Алберт Басерман | Сергеј Ратов              |
| Људмила Черина  | Ирина Боронскаја          |
| Езмонд Најт     | Ливингстон „Ливи” Монтеги |
| Остин Тревор    | професор Палмер           |
| Ерик Бери       | Димитриј                  |
| Ајрин Браун     | леди Нестон               |